# Levenshulme
Levenshulme är en stadsdel i Manchester, i distriktet Manchester, i grevskapet Greater Manchester, i England. Denna ward hade 19 647 invånare år 2021. Levenshulme var en civil parish från 1866 till 1910 då den blev en del av South Manchester. Denna civil parish hade 11 485 invånare år 1901. Levenshulme var ett distrikt från 1894 till 1909.